# 吉年
吉年（1796年—1852年），字秋畬，号碧栖，鄂卓氏，满洲镶蓝旗人。清末官员，进士出身，诗人。

## 生平
道光二年（1822年）壬午恩科三甲進士。道光十六年，擔任承德府知府。同年護理熱河道。道光十九年，擔任陝西同州府知府。道光二十一年，任直隸大順廣道。后擔任甘肅寧夏道。道光二十二年，任顺天府府尹。他善於詩詞，《晚晴簃诗汇》收其诗作一首，著有《藤蓋轩诗集》。

## 家庭
- 始祖滿都。“滿都，鑲藍旗人，阿爾吉穆同族，世居葉赫地方，國初来歸，原任城門尉。其子郭祿原任郎中，滿顔原任䕶軍校。……元孫德爾敏現任都察院副都御史，德安現任員外郎，德亮原任八品官，德昌現任筆帖式”（载《八旗滿洲氏族通譜》卷46）。
- 太高祖郭禮。
- 高祖雅圖。
- 曾祖雅岱。
- 祖父四川保寧府知府德昌（滿都之元孙）。祖母赫舍里氏（胞兄镶蓝旗满洲福盛額，即道光十八年戊戌科进士如山之曾祖）。
- 父永州府通判福舒。母富察氏（胞兄镶蓝旗满洲昌宜泰，昌宜泰曾孙女嫁图们氏官员延昌；胞侄湖北荊州府知府明善，咸豐二年阵亡于武昌）。
- 胞叔長沙府知府、湖南督糧道福順（字介菴）。子道光乙未恩科舉人吉廉，道光癸未科進士恭慤公吉明。
- 胞兄道光二年（1822年）壬午恩科同榜进士吉達善。
- 妻洪吉拉特氏（胞兄鑲紅旗蒙古、道光八年(1828)戊子科順天舉人雙壽，父富森布）。
- 子咸丰元年顺天乡试举人海鍾。妻他他拉氏（父正红旗满洲、道光十三年（1833年）癸巳科进士廣旉）。孙女鄂卓氏，嫁镶蓝旗满洲宗室龍文（父宗室崇超，祖父道光癸未進士、駐藏幫辦大臣宗室海樸，曾祖嘉庆七年(1802)壬戌科進士惠端，先祖鄭獻親王濟爾哈朗）。
- 子海澄。孙女一鄂卓氏，再继配嫁光緒六年（1880年）庚辰科进士、正蓝旗宗室溥良（雍正帝六世孫）。孙女二鄂卓氏，继配嫁咸豐九年(1859)己未科進士、镶蓝旗宗室文慎公福錕（康熙嫡次子理密親王允礽六世孫）。